# Ciarán Power
Ciarán Power (Waterford, 8 maggio 1976) è un ex ciclista su strada irlandese.

## Palmarès

### Strada
- 1997 (Dilettanti, una vittoria)

Shay Elliott Memorial Race
- 1998 (Dilettanti, tre vittorie)

Classifica generale An Post Rás
Campionati irlandesi, Prova in linea Under-23
3ª tappa Le Transalsace International (Biesheim > Ottmarsheim)
- 1999 (Dilettanti, due vittorie)

7ª tappa Tour of Egypt (Sharm el-Sheikh > Sharm el-Sheikh)
Classifica generale Tour of Ulster
- 2002 (Navigators Insurance, una vittoria)

Classifica generale An Post Rás
- 2003 (Navigators Insurance, quattro vittorie)

3ª tappa An Post Rás (Clifden > Ballina)
7ª tappa An Post Rás (Donegal > Oldcastle)
1ª tappa Nature Valley Grand Prix
Rás an Turcaí Galway
- 2004 (Navigators Insurance, una vittoria)

5ª tappa - parte b Tour de Beauce (Saint-Georges > Saint-Georges)
- 2006 (Navigators Insurance, due vittorie)

4ª tappa An Post Rás (Dingle > Listowel)
7ª tappa An Post Rás (An Cheathrú Rua > Westport)
- 2008 (Pezula Racing, sei vittorie)

1ª tappa Rás Mumhan (Killorglin > Killorglin)
3ª tappa Rás Mumhan (Waterville > Waterville)
4ª tappa Rás Mumhan (Killorglin > Killorglin)
Classifica generale Rás Mumhan
East Midlands International Cicle Classic
6ª tappa An Post Rás (Skibbereen > Clonmel)

#### Altri successi
- 1999 (Dilettanti)

Des Hanlon Memorial
- 2002 (Navigators Insurance)

Paddy Flanagan Memorial
Criterium Kildare
Brendan Carroll Memorial Race
Joey Whyte Memorial
- 2003 (Navigators Insurance)

Criterium Dublino
Tom Sheehan Memorial
- 2004 (Navigators Insurance)

Criterium Highland Park
- 2005 (Navigators Insurance)

Paddy Flanagan Memorial
Eddie Tobin Memorial
- 2006 (Navigators Insurance)

Criterium Kilrush
Kelly Pharmacy Grand Prix
Classifica scalatori An Post Rás
Crotty Cup
Mengoni Grand Prix
- 2007 (Navigators Insurance)

Des Hanlon Memorial

## Piazzamenti

### Grandi Giri
- Giro d'Italia

2000: 122º

### Classiche monumento
- Parigi-Roubaix

2001: ritirato

### Competizioni mondiali
- Campionati del mondo

Valkenburg 1998 - In linea Under-23: 68º
- Giochi olimpici

Sydney 2000 - In linea: 74º
Atene 2004 - In linea: 13º